# Oktiabrski (Kalínino)
Oktiabrski - Октябрьский (rus) - és un khútor del krai de Krasnodar, a Rússia. Es troba a les terres baixes de Kuban-Azov, al nord del riu Kuban, a 19 km al nord-est del centre de Krasnodar, la capital. Pertany al municipi de Kalínino.